# Paula Marshall
Paula Marshall (Rockville, Maryland; 12 de junio de 1964) es una actriz estadounidense.

## Biografía
En el año 1990 actuó en el capítulo piloto -de más de hora y media de duración- de la serie The Flash, que luego fue editada como film para televisión y vídeo de la película The Flash. Allí realizó el papel de Iris West, novia del protagonista.
No fue hasta 1992 que Marshall se ganó la atención del público, cuando ella apareció en tres capítulos como invitada en la serie The Wonder Years, Seinfeld, Nash Bridges y Diagnosis Murder. En 1994 ella tiene su primer papel en la serie Wild Oats que fue cancelada en su primera temporada. Tras algunos años en películas de bajo presupuesto, obtuvo su segunda serie Chicago Sons, que no le fue mejor que antes. 
En 1998 grabó su tercera serie de televisión, Cupid. En ella fue la Dra. Calire Allen, una psiquiatra que se pone a disposición de un hombre llamado Trevor (Jeremy Piven), quien afirma ser Cupido, enviado desde el Monte Olimpo por Zeus para realizar 100 uniones sin contar con sus poderes, que le han sido arrebatados como castigo. La serie ganó un pequeño y dedicado grupo de fanes, pero también fue cancelada.
Hace algunos años, Marshall se unió a Gina Gershon y Danny Nucci en la producción de David E. Kelley Snoops, la cual fue cancelada en la primera temporada.
En 2000, Marshall retornó a la televisión interpretando a una estrella porno en la serie Sports Night, para luego ocupar su quinta serie, Cursed. Luego de su primera temporada, la serie fue cancelada. 
Marshall se mantuvo alejada de las cámaras hasta el año 2002, cuando fue invitada a Just Shoot Me! como hija de Nina (Wendie Mailck): después de que apareciera en ella, la serie fue cancelada. 
Su sexta serie fue Hidden Hills. Hidden Hills fue una serie de comedia no muy popular, por lo que no fue renovada para su segunda temporada. Marshall, resurgió en un rol secundario en la versión de Cheaper by the Dozen e hizo un cameo en Break a Leg, una película protagonizada por Jennifer Beals y Danny Nucci, con quien estaba saliendo. El 12 de octubre de 2003 ambos contrajeron matrimonio.
En 2004, Marshall fue invitada a un episodio de Miss Match, pero la serie se canceló antes de su emisión.
Actualmente, se encuentra realizando la serie de comedia Out of Practice (emitida en España por la Sexta como Terapia en familia) junto con Stockard Channing.
Más tarde hace un papel sexualmente comprometido en Californication, serie donde tiene un papel más o menos regular.

## Filmografía
- The Flash (1990)
- Hellraiser III: Hell on Earth (1992)
- Warlock: The Armageddon (1993)
- That Old Feeling (1997)
- Cheaper by the Dozen (2003)
- Break a Leg (2003)
- Dune and Gloom, CSI Las Vegas, 2012
- Malignant (2021)